# Farkasölő (film)
A Farkasölő 2006-os orosz fantasy-film. A film teljes címe: Farkasölő, a Szürke Kutyák fia. Eredeti címe oroszul: Волкодав из рода Серых Псов. Készült Marija Szemjonova „Волкодав” című négyrészes regényének első kötete alapján.
Magyarországon DVD-n jelent meg, 2008. július 3-án.

## Történet
|  | Alább a cselekmény részletei következnek! |

Farkasölő gyermekként éli át apja, a falu kovácsmestere, állapotos anyja és egész faluja („a Szürke Kutyák klánja”) lemészárlását. Az elkövetők vezéreinek kezén, a csapat többi tagjainak pedig a mellén egy stilizált farkasfej van tetoválva. Őt kényszermunkára viszik egy bányába. A bányában egy sérült denevér kerül hozzá, amit ápolásba vesz. A denevér a történetet több alkalommal aktívan alakítja. Farkasölő a bányából úgy menekül meg, hogy az egyik fogva tartója kihívja párbajra, és sikerül legyőznie.
Miután kiszabadul, egyetlen cél vezérli: el akarja pusztítani Vérszomjast, a kegyetlen gyilkost, aki mindenkit megölt a Szürke Kutyák falujában.
Miután bejut Vérszomjas várába, megtalálja és megöli, a vár faszerkezeteit pedig felgyújtja. A harc után kiszabadít két rabot, a vak és bölcs Tilornt (aki magát a várat tervezte) és Niilitet, a rabszolgalányt. Ők hárman a Tilorn által ismert titkos alagúton menekülnek el.
Farkasölő elkíséri őket Galirad városába, ahol mindig tél van egy átok miatt.
Útközben egy kereskedő karavánjához csatlakoznak. Zsádoba, a gonosz és varázserővel bíró, álarcos harcos megtámadja csapatával a karavánt és a hercegnőt keresi, de csak Niilitet találja, a hercegnő ruhájában. Farkasölő harc közben levágja Zsádoba kardot fogó jobb kezét, aki nem hal meg, hanem elmenekül. Farkasölő magához veszi a megszerzett kardot.
Zsádoba bármikor megtámadhatja Galirad városát, ezért Galirad királya, hogy megmentse a várost, a lányát Vinitarhoz, a fiatal harcoshoz, Vérszomjas fiához adja, aki megígéri, hogy megvédi őket a pusztulástól.
Elen hercegnőt indulása előtt egy merénylő késekkel meg akarja ölni, ezt Farkasölő akadályozza meg. Megöli a merénylőt és az általa eldobott kések elé veti magát, amik így az ő testébe fúródnak.
Elen hercegnőnek el kell indulnia újdonsült férjének országába, ezért Farkasölő ajánlkozik, hogy személyes testőreként elkíséri a veszélyes úton. Farkasölő sebeit Tilorn varázserővel gyógyítja meg.
Közben Tilornt és Niilit másik úton indulnak el, ők az Égi Kapuk nevű szent helyhez igyekszenek, ahol egy amulettel meg lehet törni a Galirad városát sújtó átkot.
Útközben egy árulás következtében, amit Elen bátyja követ el, Farkasölő elkábul, és a tábortól távolabb a földre hanyatlik. Zsádoba lemészárolja a kísérőket, a hercegnőt pedig elrabolja.
Az út végén kiderül az utazás valódi célja: Zsádobának Elen hercegnő vérére van szüksége, hogy kiszabadítsa a gonosz Morana istennőt az Égi Kapuk nevű szent hely közelében.
Farkasölő és Zsádoba összecsapnak, Zsádoba a szakadékba zuhan, de előtte még halálosan megsebesíti Farkasölőt.
Morana istennő nem emberi alakban, hanem hatalmas forgószélként jelenik meg, amit sziklák és tűz alkotnak. Farkasölő a villámok istenének segítségét kéri, aki Farkasölő kardját villámló bottá változtatja, ezzel sikerül Moranát legyőznie.
A harcban a végsőkig kimerült és halálos sebet kapott Farkasölő is meghal, és a túlvilágon találkozik elhunyt családjával, faluja népével és egy ismeretlen asszonnyal, aki útja során éber látomásként többször is jó tanácsokkal látja el. Az ő segítségükkel visszatér az élők közé.
Farkasölő, ígéretéhez híven átadja Elen hercegnő kezét Vinitarnak, ő azonban ezt nem fogadja el, Farkasölő kezét Elen kezére helyezi és csapatával elvonul.
|  | Itt a vége a cselekmény részletezésének! |

## Szereplők
| Szereplő                      | Színész               | Magyar hang    |
| ----------------------------- | --------------------- | -------------- |
| Farkasölő                     | Alekszandr Buharov    | Láng Balázs    |
| Elen hercegnő                 | Okszana Akinysina     | Ruttkay Laura  |
| Niilit, rabszolgalány         | Jevgenyija Szviridova | Molnár Ilona   |
| Tillorn, vak jós és csodatevő | Andrej Rugyenszkij    | Seder Gábor    |
| Vérszomjas                    | Alekszandr Domogarov  | Kapácsy Miklós |
| Zsádova, álarcos              | Gennagyij Makejev     |                |

## Forgatási körülmények
Szemjonova 2000-ben adta el a megfilmesítés jogait. A rendező először Dzsanik Fajzijev lett volna. Azonban az első megfilmesítési kísérlet nem bizonyult megfelelőnek. 2005–2006-ban a rendező és forgatókönyvíró Nyikolaj Lebegyev írt egy tervezetet a filmhez, és ezt megmutatta az írónőnek, Szemjonovának is.
Az írónő szavaival: „11 órán keresztül kiabáltunk egymással, de barátként váltunk el.”
A Lebegyev által írt forgatókönyv sok tekintetben eltér az eredeti könyvtől.
Külső forgatási helyszínként Szlovákia tájait használták fel. A belső jeleneteket a Moszfilm moszkvai stúdiójában vették fel.
Alekszander Buharov minden trükköt önállóan végzett.
A filmben kiemelt szerepet játszik egy denevér, a főhős állandó társa. Itt kézzel rajzolt animáció helyett valódi állatokat alkalmaztak, Délkelet-Ázsiában honos repülő rókákat, amik könnyen idomíthatók.
A filmet először 2007. január 1-jén mutatták volna be mozikban, de ezt előbbre hozták 2006. december 28-ra.

## Fordítás
- Ez a szócikk részben vagy egészben  a(z)   Волкодав из рода Серых Псов című orosz Wikipédia-szócikk fordításán alapul.  Az eredeti cikk szerkesztőit annak laptörténete sorolja fel. Ez a jelzés csupán a megfogalmazás eredetét és a szerzői jogokat jelzi, nem szolgál a cikkben szereplő információk forrásmegjelöléseként.
- Ez a szócikk részben vagy egészben  a   Wolfhound (2007 film) című angol Wikipédia-szócikk fordításán alapul.  Az eredeti cikk szerkesztőit annak laptörténete sorolja fel. Ez a jelzés csupán a megfogalmazás eredetét és a szerzői jogokat jelzi, nem szolgál a cikkben szereplő információk forrásmegjelöléseként.

## Külső hivatkozások
- Hivatalos honlap Archiválva 2010. június 15-i dátummal a Wayback Machine-ben
- A Kino Rosszija honlapja
- Active Studio: szinkronszereplők
- Wolfhound movie review: Russia's version of Lord of the Rings 2008-05-06